# Liste der denkmalgeschützten Objekte im Okres Bratislava V
Die Liste der denkmalgeschützten Objekte im Okres Bratislava V enthält die 29 nach slowakischen Denkmalschutzvorschriften geschützten Objekte im Stadtbezirk Okres Bratislava V, der die Stadtteile Čunovo, Jarovce, Petržalka und Rusovce umfasst.

## Denkmäler
| Foto |                 | Denkmal / č. ÚZPF                                         | Standort / Konskr. Nr.                                                             | Offizielle Beschreibung                           | Beschreibung                     | Metadaten                                                             |
| ---- | --------------- | --------------------------------------------------------- | ---------------------------------------------------------------------------------- | ------------------------------------------------- | -------------------------------- | --------------------------------------------------------------------- |
| ja   | Datei hochladen | Getreidespeicher(sk) ObjektID: 105-649/2                  | 0 (Z od kaštieľa) Standort KG: Čunovo Konskr.Nr.:                                  | solitérna sýpka                                   |                                  | č. NKP: 105-649/2 Stand des NKP: 2012-02-08 Name: SÝPKA               |
| ja   | Datei hochladen | Schloss(sk) ObjektID: 105-649/1                           | 218 (J okraj obce,pri hl.ceste) Standort KG: Čunovo Konskr.Nr.:                    | solitér kaštieľ rod.Szapáry,Lónyay                |                                  | č. NKP: 105-649/1 Stand des NKP: 2012-02-08 Name: KAŠTIEĽ             |
| ja   | Datei hochladen | Kirche(sk) ObjektID: 105-698/0                            | Ul.Turistická 0 (v strede obce) Standort KG: Čunovo Konskr.Nr.:                    | r.k.sv.Michala kostol sv.Michala                  |                                  | č. NKP: 105-698/0 Stand des NKP: 2012-02-08 Name: KOSTOL              |
| ja   | Datei hochladen | Fasanerie(sk) ObjektID: 105-10656/0                       | 0 KG: Jarovce Konskr.Nr.:                                                          |                                                   |                                  | č. NKP: 105-10656/0 Stand des NKP: 2012-02-08 Name: BAŽANTNICA        |
| ja   | Datei hochladen | Kirche(sk) ObjektID: 105-704/0                            | Ul.Mandľová 0 Standort KG: Jarovce Konskr.Nr.:                                     | r.k.sv.Mikuláša kostol sv.Mikuláša                |                                  | č. NKP: 105-704/0 Stand des NKP: 2012-02-08 Name: KOSTOL              |
|      | Datei hochladen | Brückenauffahrt 2(sk) ObjektID: 105-11599/2               | KG: Petrzalka Konskr.Nr.:                                                          | nájazd Petrzalka                                  |                                  | č. NKP: 105-11599/2 Stand des NKP: 2012-02-08 Name: NÁJAZD MOSTNÝ II. |
| ja   | Datei hochladen | Mauthaus(sk) ObjektID: 105-11599/4                        | KG: Petrzalka Konskr.Nr.:                                                          | solitér; mýtny domcek Petrzalka                   |                                  | č. NKP: 105-11599/4 Stand des NKP: 2012-02-08 Name: DOM MÝTNY II.     |
| ja   | Datei hochladen | Kirche(sk) ObjektID: 105-10901/0                          | Daliborovo nám. 1, Standort KG: Petrzalka Konskr.Nr.: 1997                         | r.k.Povýsenia sv.Kríza; kostol Povýsenia sv.Kríza |                                  | č. NKP: 105-10901/0 Stand des NKP: 2012-02-08 Name: KOSTOL            |
| ja   | Datei hochladen | Denkmal(sk) ObjektID: 105-319/1                           | Hrobárska ul. 0 (Cintorín) KG: Petrzalka Konskr.Nr.:                               | zidovské obete fasizmu; Pomník obetiam holoc      |                                  | č. NKP: 105-319/1 Stand des NKP: 2012-02-08 Name: POMNÍK              |
| ja   | Datei hochladen | Gemeinsames Grab(sk) ObjektID: 105-319/2                  | Hrobárska ul. 0 (Cintorín) KG: Petrzalka Konskr.Nr.:                               | zidovské obete fasizmu; Mas.hrob zid.obetí        |                                  | č. NKP: 105-319/2 Stand des NKP: 2012-02-08 Name: HROB SPOLOČNÝ       |
| ja   | Datei hochladen | Mietshaus(sk) ObjektID: 105-10493/0                       | Kopcianska ul. 6, KG: Petrzalka Konskr.Nr.: 316                                    | solitér; Stanicný dom                             |                                  | č. NKP: 105-10493/0 Stand des NKP: 2012-02-08 Name: DOM BYTOVÝ        |
| ja   | Datei hochladen | Denkmal(sk) ObjektID: 105-317/0                           | Rusovská cesta 0, KG: Petrzalka Konskr.Nr.:                                        | sov.armáda; Mílnik sov.armády                     |                                  | č. NKP: 105-317/0 Stand des NKP: 2012-02-08 Name: POMNÍK              |
| ja   | Datei hochladen | Öffentlicher Park(sk) Sad Janka Kráľa ObjektID: 105-321/1 | Sad Janka Krála , Standort KG: Petrzalka Konskr.Nr.:                               | Sad Janka Krála                                   |                                  | č. NKP: 105-321/1 Stand des NKP: 2012-02-08 Name: PARK MESTSKÝ        |
| ja   | Datei hochladen | Säulendenkmal(sk) ObjektID: 105-321/2                     | Sad Janka Krála (V strede parku) Standort KG: Petrzalka Konskr.Nr.:                | Král Janko; 1822–1876,básnik                      |                                  | č. NKP: 105-321/2 Stand des NKP: 2012-02-08 Name: POMNÍK SO SOCHOU    |
| ja   | Datei hochladen | VEŽA S HELMICOU ObjektID: 105-321/5                       | Sad Janka Krála (V parku) Standort KG: Petrzalka Konskr.Nr.:                       | fragment; Gotická veza frantis.kos.               | Fragment der Franziskaner-Kirche | č. NKP: 105-321/5 Stand des NKP: 2012-02-08 Name: VEŽA S HELMICOU     |
|      | Datei hochladen | Gedenktafel(sk) ObjektID: 105-665/0                       | Tyrsovo nábr. (odcudzená) KG: Petrzalka Konskr.Nr.:                                | sov.armáda,pilótový most;                         |                                  | č. NKP: 105-665/0 Stand des NKP: 2012-02-08 Name: TABUĽA PAMÄTNÁ      |
|      | Datei hochladen | Bedienungshaus(sk) ObjektID: 105-652/3                    | Viedenská cesta 8 (pri vezi a divadle) KG: Petrzalka Konskr.Nr.: 1713              | solitér; dom strojníka vodárenskej veze           |                                  | č. NKP: 105-652/3 Stand des NKP: 2012-02-08 Name: DOM OBSLUHY         |
| ja   | Datei hochladen | Theater(sk) ObjektID: 105-652/1                           | Viedenská cesta 10 (V Sade Janka Krála) Standort KG: Petrzalka Konskr.Nr.: 2374    | priezorové,solitér; Aréna,letná scéna             |                                  | č. NKP: 105-652/1 Stand des NKP: 2012-02-08 Name: DIVADLO             |
|      | Datei hochladen | Sportklub(sk) ObjektID: 105-10900/0                       | Viedenská cesta 22 (pri Novom moste) KG: Petrzalka Konskr.Nr.: 2383                | veslársky nemecký veslársky klub,lodenica         |                                  | č. NKP: 105-10900/0 Stand des NKP: 2012-02-08 Name: KLUB ŠPORTOVÝ     |
|      | Datei hochladen | Sportklub(sk) ObjektID: 105-10528/0                       | Viedenská cesta 24 (pri Novom moste) KG: Petrzalka Konskr.Nr.: 2384                | veslársky slovenský veslársky klub,lodenica       |                                  | č. NKP: 105-10528/0 Stand des NKP: 2012-02-08 Name: KLUB ŠPORTOVÝ     |
| ja   | Datei hochladen | Wasserturm(sk) ObjektID: 105-652/2                        | Viedenská cesta (pri divadle Aréna) Standort KG: Petrzalka Konskr.Nr.: 3622        | solitér; vodná veza                               |                                  | č. NKP: 105-652/2 Stand des NKP: 2012-02-08 Name: VEŽA VODÁRENSKÁ     |
| ja   | Datei hochladen | Park(sk) ObjektID: 105-346/2                              | Balkánska ul. 0 (Pri kastieli) Standort KG: Rusovce Konskr.Nr.:                    |                                                   |                                  | č. NKP: 105-346/2 Stand des NKP: 2012-02-08 Name: PARK                |
| ja   | Datei hochladen | Schloss(sk) ObjektID: 105-346/1                           | Balkánska ul. 31, KG: Rusovce Konskr.Nr.: 31                                       | SLUK                                              |                                  | č. NKP: 105-346/1 Stand des NKP: 2012-02-08 Name: KAŠTIEĽ             |
| ja   | Datei hochladen | Kirche(sk) ObjektID: 105-703/0                            | Balkánska ul. 31 (park pri novogot.kastieli) Standort KG: Rusovce Konskr.Nr.: 1131 | r.k.sv.Víta;                                      |                                  | č. NKP: 105-703/0 Stand des NKP: 2012-02-08 Name: KOSTOL              |
|      | Datei hochladen | Park(sk) ObjektID: 105-346/2                              | Balkánska ul. , KG: Rusovce Konskr.Nr.:                                            | kastielsky park                                   |                                  | č. NKP: 105-346/2 Stand des NKP: 2012-02-08 Name: PARK                |
|      | Datei hochladen | Landschloss(sk) ObjektID: 105-702/1                       | Balkánska ul. (Zdravotnícka ul.-vstup) KG: Rusovce Konskr.Nr.: 147                 |                                                   |                                  | č. NKP: 105-702/1 Stand des NKP: 2012-02-08 Name: KAŠTIEĽ             |
| ja   | Datei hochladen | Kastell(sk) ObjektID: 105-344/0                           | Gerulatská ul. , Standort KG: Rusovce Konskr.Nr.: 69,70                            | skúmané,prezentované Rímsky kastel Gerulata       |                                  | č. NKP: 105-344/0 Stand des NKP: 2012-02-08 Name: KASTEL              |
|      | Datei hochladen | DOM S HYPOCAUSTOM ObjektID: 105-11422/0                   | Irkutská ul. 9 (pri dome c.9) KG: Rusovce Konskr.Nr.: 96                           | dom s podlahovým vykurovaním                      |                                  | č. NKP: 105-11422/0 Stand des NKP: 2012-02-08 Name: DOM S HYPOCAUSTOM |
| ja   | Datei hochladen | Kirche(sk) ObjektID: 105-345/0                            | Kostolná ul. , Standort KG: Rusovce Konskr.Nr.:                                    | r.k.sv.Márie Magdalény;                           |                                  | č. NKP: 105-345/0 Stand des NKP: 2012-02-08 Name: KOSTOL              |

## Legende
Die Tabelle enthält im Einzelnen folgende Informationen:
| Foto:                    | Fotografie des Denkmals. |
| Denkmal / č. ÚZPF:       | Die Übersetzung der Bezeichnung des Denkmals, wie sie vom Slowakischen Denkmalamt (Pamiatkový úrad Slovenskej republiky) verwendet wird. Die Originalbezeichnung ist unter dem Fragezeichen angegeben. Fehlt die Übersetzung, so wird die Originalbezeichnung direkt angezeigt. Weiters ist die Objekt-Identifikationsnummer (Objekt ID) angeführt. Sie ist die offizielle, in der Slowakei eindeutige Nummer č. ÚZPF inklusive der zugehörigen Zählnummer, wie sie in den Daten des Denkmalamtes angegeben wird. Da diese nur innerhalb eines Landkreises gezählt wird, ist dessen Nummer der Denkmalnummer vorangestellt. |
| Standort:                | Wenn in der Liste vorhanden, ist die Adresse angegeben. In Klammern kann sich noch eine zusätzliche Adresse befinden, wenn es beispielsweise ein Eckhaus ist. Bei freistehenden Objekten ohne Adresse (zum Beispiel bei Bildstöcken) ist eine Adresse angegeben, die in der Nähe des Objekts liegt. Durch Aufruf des Links Standort wird die Lage des Denkmals in verschiedenen Kartenprojekten angezeigt. Darunter sind die Katastralgemeinde (KG) und, wenn vorhanden, die Konskriptionsnummer (Konskr. Nr.) angegeben.                                                                                                   |
| Offizielle Beschreibung: | Es ist die Kurzbeschreibung auf Slowakisch, wie sie in den offiziellen Listen angegeben ist, eingetragen. |
| Beschreibung:            | Kurze Angaben zum Denkmal auf Deutsch. |
| Metadaten:               | Zusätzlich werden, wenn in den persönlichen Einstellungen das Helferlein Dauerhaftes Einblenden von Metadaten aktiviert ist, ebensolche angezeigt. |

- Karte mit allen Koordinaten:
- OSM |
- WikiMap